# Moselaufstieg

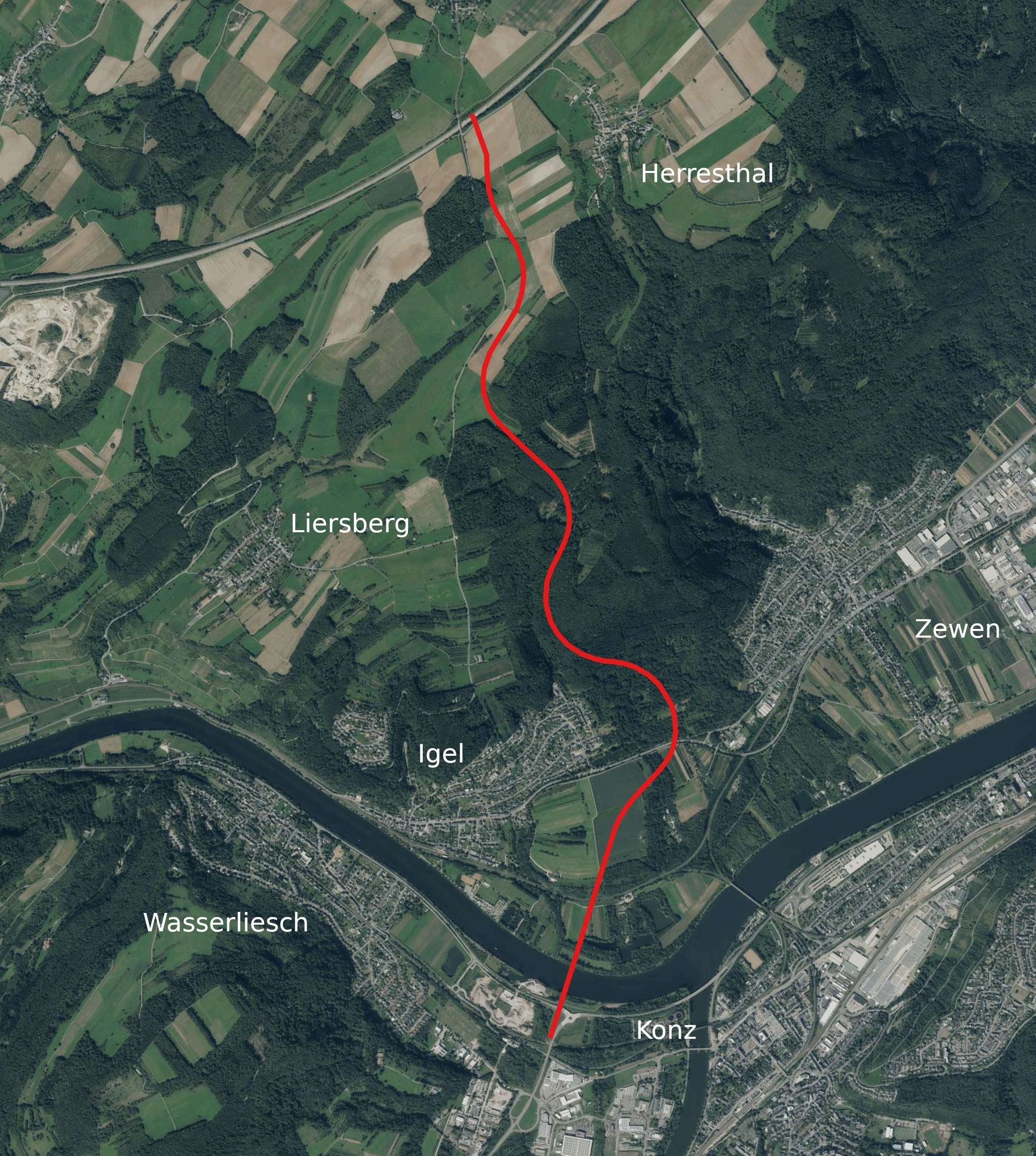
Geplante Trasse des Moselaufstiegs

Der Moselaufstieg (auch Westumfahrung Trier) ist eine geplante, etwa 6 km lange Umgehungsstraße in Trier und im Landkreis Trier-Saarburg, welche zusammen mit der Bundesautobahn 64 als Nordumfahrung den moselparallelen Durchgangsverkehr in Trier reduzieren soll. Der Bau ist seit seiner Planung in der Landes- und Kommunalpolitik umstritten.

## Planung
Die Westumfahrung soll die B 51 in Konz mit der A 64 bei Trier-Herresthal verbinden und dadurch vor allem die moselparallelen Bundesstraßen in Trier entlasten. Dabei würde unter anderem das Industriegebiet Trier-Zewen angebunden werden. Außerdem bestünde eine direkte Verbindung des Konzer Saartals mit der A 64.
Die als B 51n projektierte Strecke beginnt in Konz an der bestehenden B 51 etwa auf Höhe der Überquerung der Obermoselstrecke und überquert sodann mit einem zu errichtenden, 672 Meter langen Brückenbauwerk die B 419, die Mosel, das Moselvorland auf der nördlichen Seite sowie die Bahnstrecke Ehrang–Igel (Trierer Weststrecke). Danach verläuft die Strecke ebenerdig durch landwirtschaftlich genutztes Gelände und führt in Richtung einer Geländekante, an der ein Anschluss an die B 49 vorgesehen ist. Danach führt der steilste Teil des Moselaufstiegs durch den Zewener Wald (auch Zewener Besch genannt). Auf Höhe der Ortschaften Igel und Zewen ist im Wald der Bau eines Lärmschutzwalls vorgesehen. Zwischen Liersberg und Herresthal ist der Bau einer Grünbrücke vorgesehen. Kurz danach verlässt die Strecke den Wald und mündet etwa 500 Meter westlich von Herresthal in die A 64.
Der Moselaufstieg ist nicht nur eng mit der sogenannten Meulenwaldautobahn, der Fortführung der A 64 als Nordumfahrung Triers, sondern auch mit einer Umgehungsstraße für Trier-Zewen verbunden.
Nach Hochrechnungen von 2014 belaufen sich die Kosten für den Bau des Moselaufstiegs auf 60,1 Millionen Euro. Im Jahr 2003 war noch von 43,5 Millionen Euro ausgegangen worden.

## Geschichte
Seit den 1980er Jahren ist eine derartige Umfahrung geplant. Sie wurde im Jahr 1985 als Ziel in den regionalen Raumordnungsplan aufgenommen. Dies wurde 1995 in einem Raumordnerischen Entscheid bestätigt. Im Jahr 1993 wurde das Vorhaben in den vordringlichen Bedarf im Bundesverkehrswegeplan 1992 aufgenommen. Im Jahr darauf wurde der Verein Nein zum Moselaufstieg e. V. gegründet, der bis heute besteht. Im November 1994 fand in Trier eine Demonstration gegen das Vorhaben mit rund 2000 Teilnehmern statt.
Im Bundesverkehrswegeplan 2003 wurde das Projekt aufgrund einer schlechten Kosten-Nutzen-Relation herabgestuft und nur noch als weiterer Bedarf und hier in der Kategorie Neue Vorhaben mit festgestelltem hohem ökologischen Risiko geführt. Der Planfeststellungsbeschluss für das Projekt von 2004 wurde ein Jahr später vom Oberverwaltungsgericht Rheinland-Pfalz nach einer Klage eines Ehepaars sowie des Vereins als Enteignungsbetroffene verworfen. Begründet wurde das Urteil damit, dass die Finanzierung des Projekts in den nächsten zehn Jahren – aufgrund der Herabstufung – nicht sichergestellt werden könne und ein Planfeststellungsverfahren daher unzulässig sei. Die Entscheidung wurde später vom Bundesverwaltungsgericht bestätigt.
Nach der Landtagswahl in Rheinland-Pfalz 2011 hatten sich SPD und Grüne in Koalitionsverhandlungen darauf verständigt, den Bau der Hochmoselbrücke umzusetzen und die Planung des Moselaufstiegs und der Meulenwaldautobahn dagegen nicht weiter zu verfolgen. Dies bedeutete, dass die Landesregierung diese Projekte nicht als Prioritäten für eine Aufnahme in den Bundesverkehrswegeplan 2030 definierte. Anstatt dieser Projekte setzte die Landesregierung auf eine Verkehrsentlastung vor allem durch die Reaktivierung der Trierer Weststrecke. Bundesverkehrsminister Alexander Dobrindt (CSU) stufte den Moselaufstieg aber dennoch im 2016 vorgestellten Bundesverkehrswegeplan als vordringlichen Bedarf ein. Der damalige CDU-Bundestagsabgeordnete mit Direktmandat im Wahlkreis Trier, Bernhard Kaster, hatte bereits seit 2001 stark für das Projekt geworben, später auch konkret bei Minister Dobrindt.
Im Anschluss an die Aufnahme in vordringlichen Bedarf des Bundesverkehrswegeplans leitete die SGD Nord als Obere Landesplanungsbehörde Anfang 2017 die Überprüfung des Raumordnerischen Entscheids von 1995 auf seine Gültigkeit ein. Das Referat Umwelt der SGD Nord als Obere Naturschutzbehörde merkte daraufhin in ihrer Stellungnahme an, dass die Inhalte, die dem Entscheid zugrunde lagen, nicht mehr den aktuellen naturschutzrechtlichen Ansprüchen genügten. Daraufhin beauftragte die Obere Landesplanungsbehörde den Landesbetrieb Mobilität Rheinland-Pfalz eine Umweltverträglichkeitsstudie durchzuführen. Die Studie ist seitdem in der Erstellung. Der Raumordnerische Entscheid ist Grundlage für weitere Planungsleistungen.
Der Stadtrat Trier hat sich, im Gegensatz zu früheren Beschlüssen, 2019 mehrheitlich gegen das Projekt ausgesprochen, wohingegen der Kreistag Trier-Saarburg nach wie vor mehrheitlich das Projekt befürwortet. Der seit 2021 amtierende Landrat Stefan Metzdorf spricht sich allerdings ebenso gegen das Projekt aus wie Verena Hubertz (beide SPD), die bei der Bundestagswahl 2021 das Direktmandat im Wahlkreis Trier gewann. 2021 entstand im Wald oberhalb von Zewen unter dem Motto Besch bleibt ein Camp von Klimaaktivisten, die eine sofortige Aufhebung der Planungen fordern.